# Slawa-Rossii-Klasse
Die Slawa-Rossii-Klasse (russisch Слава-России ‚Ruhm Russlands‘) war eine Klasse von neunundfünfzig 66-Kanonen-Linienschiffen der Baltischen Flotte der Kaiserlich Russischen Marine, die zwischen 1733 und 1791 in Dienst stand.

## Technische Beschreibung
Die Klasse war als Batterieschiff mit zwei durchgehenden Geschützdecks konzipiert und hatte eine Länge von 47,25 Metern (Geschützdeck), eine Breite von 12,65 Metern und einen Tiefgang von 5,49 Metern. Sie war ein Rahsegler mit drei Masten (Fockmast, Großmast und Kreuzmast). Der Rumpf schloss im Heckbereich mit einem Heckspiegel, in den Galerien integriert waren, die in die seitlich angebrachten Seitengalerien mündeten.
Die Bewaffnung der Klasse bestand aus 66 Kanonen.
|        | Unteres Batteriedeck | Oberes Batteriedeck | Backdeck       | Achterdeck     | Kanonen (Geschossgewicht) |
| ------ | -------------------- | ------------------- | -------------- | -------------- | ------------------------- |
| Design | 24 × 24-Pfünder      | 26 × 12-Pfünder     | 16 × 6-Pfünder | 16 × 6-Pfünder | 66 Kanonen (243,24 kg)    |